# Kristina Jørgensen
Kristina Jørgensen (Horsens, 1998. január 17. –) világbajnoki-és olimpiai bronzérmes, Európa-bajnoki ezüstérmes, bajnokok ligája-győztes dán válogatott kézilabdázó, irányító, jelenleg a Győri Audi ETO KC és a dán kézilabda válogatott játékosa.

## Pályafutása
Kristina Jørgensen 6 éves korában kezdte kézilabda pályafutását szülővárosában, Horsensben. Innen 10 év után, 2014-ben távozott és a Skanderborg Håndbold tagja lett. 2017-ben a dán első osztályú Viborg HK szerződtette. 2022 nyarától a francia élvonalbeli Metz Handball játékosa. 2023. november 16-án hivatalossá vált, hogy 2024 nyarától a Győri Audi ETO KC játékosa lesz.
Jørgensen az összes korosztályos válogatottban szerepet kapott. 9 évesen mutatkozott be a dán junior válogatottban, amellyel 2015-ben Európa-bajnoki címet nyert. A felnőtt válogatottba 2017-ben kapott először meghívást, és még az évvégén a világbajnokságra utazó keretbe is bekerült. 2021-ben világbajnoki bronzérmet, 2022-ben Európa-bajnoki ezüstérmet nyert a válogatottal.